# 권사

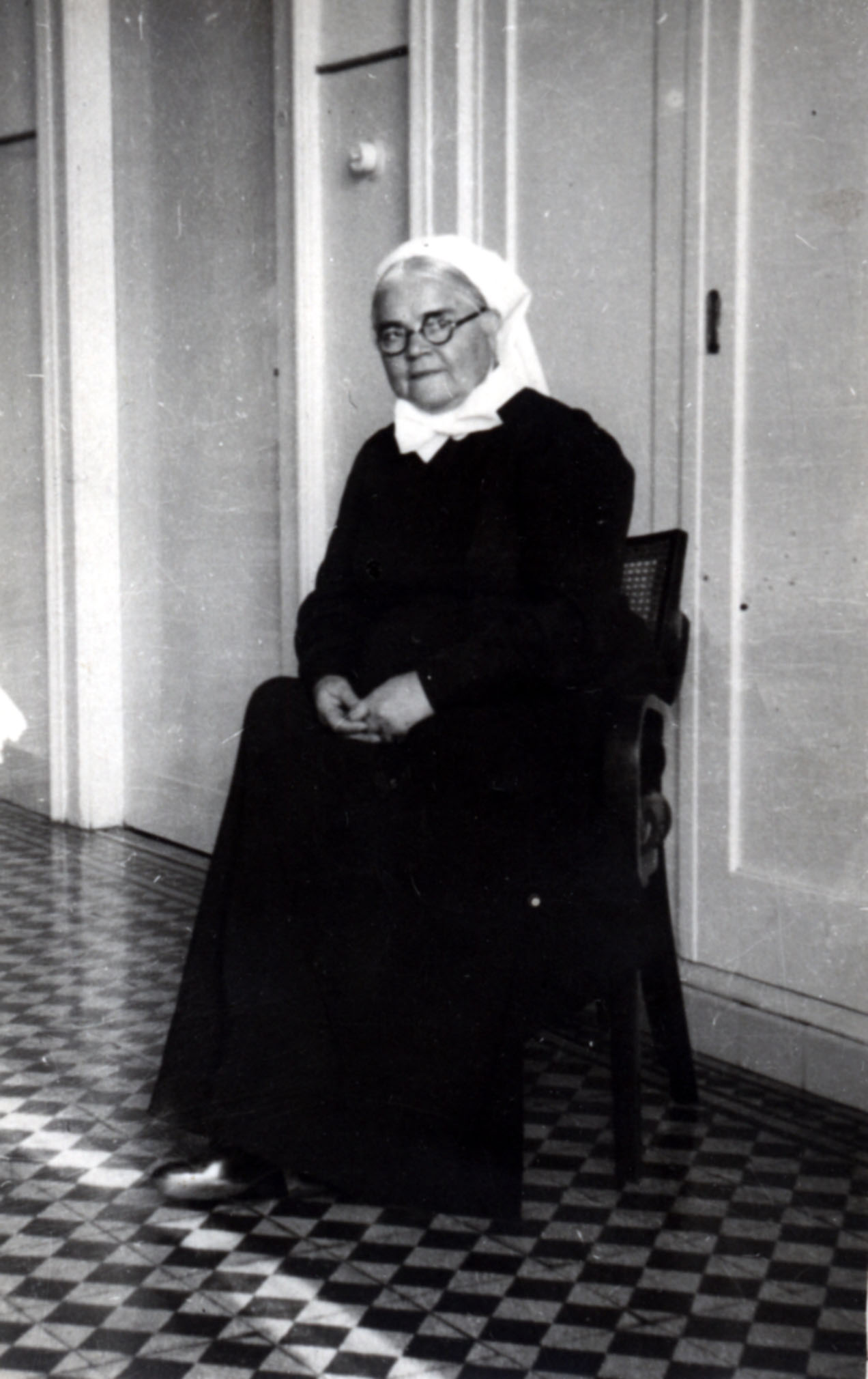

권사(勸師, exhorter)란 교회에서 전도와 봉사 그리고 권면의 사역을 감당하는 직책의 사람이다.이 직분은 장로교회에는 원래 없었다. 미국 감리회에서 사용한 것을 한국감리교에서 사용하였고 후에 장로교에서 여성의 최고 직분자로서 칭호를 주게되었다.

## 권사 제도의 기원
존 웨슬리에서 시작된 이 제도는 미국 감리교회를 통해서 한국의 감리교회 그리고 한국의 장로교회에서 사용되었다. 1746년 존 웨슬리가 권고하는 자로서의 뜻을 가진 권사(exhorter)라는 직분을 만들었다. 그들은 목회자를 돕기 위하여 설교, 신앙적 권면, 심방등을 위하여 선출되었다.
그러나 1939년 미연합감리교회는 남북 감리교단이 연합되면서 이름은 없애지만 그 기능을 평신도가 그대로 하게한다. 이러한 감리교의 권사제도가 한국 감리교에서 사용되어서 그들을 견습, 또는 권도사라는 이름을 주었다.
1955년 제 40회 예수교장로교총회에서 봉사를 잘 감당하는 여성의 직분을 권사로 주기 시작했다.

## 같이 보기
- 목사
- 집사
- 장로